# Kamionobe Megumi
Kamionobe Megumi (上尾野辺 めぐみ; Hepburn: Kamionobe Megumi) (Jokohama, 1986. március 15. –) japán válogatott labdarúgó.

## Klub
2006 óta az Albirex Niigata csapatának játékosa, ahol 253 bajnoki mérkőzésen lépett pályára és 77 gólt szerzett.

## Nemzeti válogatott
2009-ben debütált a japán válogatottban. A japán válogatott tagjaként részt vett a 2011-es, a 2015-ös világbajnokságon. A japán válogatottban 34 mérkőzést játszott.

## Statisztika
| Japán válogatott | Japán válogatott | Japán válogatott |
| Időszak          | Mérk.            | gól              |
| ---------------- | ---------------- | ---------------- |
| 2009             | 1                | 0                |
| 2010             | 10               | 1                |
| 2011             | 6                | 1                |
| 2012             | 1                | 0                |
| 2013             | 5                | 0                |
| 2014             | 4                | 0                |
| 2015             | 5                | 0                |
| 2016             | 2                | 0                |
| Összesen         | 34               | 2                |

## Sikerei, díjai
Japán válogatott
- Világbajnokság:  Arany; 2011,  Ezüst; 2015
- Ázsia-kupa:  Arany; 2014,  Bronz; 2010

Egyéni
- Az év Japán csapatában: 2009, 2010, 2014, 2015, 2016